# Gay Firth
Pour les articles homonymes, voir Firth.
Gay Firth (9 janvier 1937 - 9 janvier 2005) est une autrice, une journaliste et une militante politique nord-irlandaise. 

## Enfance et famille
Gay Firth est née Virginia Arabella Turtle le 9 janvier 1937 à Belfast. Ses parents sont Lancelot Turtle, un homme d'affaires et agent de change de Belfast, et Helen Ramsey Turtle (1911-1946), née à Denver, Colorado aux États-Unis. Elle a deux sœurs plus jeunes. La mère de Firth meurt d'un cancer du sein lorsque Firth a 9 ans. La bourse Helen Ramsey Turtle de l'Université Queen's de Belfast est établie en sa mémoire par ses amis pour favoriser l'amitié entre l'Irlande du Nord et les États-Unis. La famille Turtle est Quaker et Firth fréquente le pensionnat Quaker The Mount à York. Elle entre au Trinity College de Dublin pour étudier l'histoire, les classiques et la politique, et a obtenu un BA en 1959. Elle déménage ensuite à Cambridge pour suivre une formation d'enseignante. Elle est active dans les sociétés du TCD et de Cambridge, dans les DU players et dans la Cambridge Union,.

## Carrière
Firth travaille comme professeure d'histoire pendant un certain temps, publiant un livre sur les meubles anciens, Antiques anonymous (1964). Son mari, Tony Firth, également diplômé de Cambridge, est journaliste et diffuseur. Ils ont un fils et une fille. Le couple déménage à Glasgow en 1970, quand il prend le poste de contrôleur des programmes à la télévision écossaise, les Firth passent également du temps aux États-Unis. Firth est nommée directeur de bureau et rédacteur de discours à la nouvelle Commission pour l'égalité des chances en 1976. Elle est reconnue pour avoir aidé à convaincre les législateurs britanniques et les décideurs politiques de l'importance de l'égalité des femmes dans l'emploi et tous les autres aspects de la vie. Elle est co-autrice de What's for lunch, Mum? (1976) avec Jane Donald,,.
Lorsqu'elle devient veuve en 1980, Firth travaille en tant qu'écrivaine et journaliste indépendante. Elle passe en revue des pièces de théâtre et des livres pour The Times et le Financial Times, travaillant également sur des nouvelles étrangères, travaillant comme rédactrice de lettres pour le Financial Times de 1980 à 1995. 
Elle est membre de l'Athenaeum Club. Elle siège à un certain nombre de comités Quaker et est présidente de la Quaker House à Londres. Elle est l'une des organisatrices des « Conférences Quaker pour les diplomates », une réunion internationale annuelle,,. 
Firth est l'une des fondatrices de l'Alliance Party of Northern Ireland en 1970. Elle et son mari, en tant que Quakers, soutiennent le parti en écrivant des lettres aux journaux ainsi que des séances d'information et d'autres documents sur les objectifs du parti et pour accroître sa visibilité. Elle est la première attachée de presse du parti. Firth rejoint le magazine d'essais sur les affaires courantes, Prospect, après sa retraite où elle contribue à façonner son style. Ses contacts aident la rédactrice en chef avec laquelle elle avait travaillé au Financial Times. 
Elle meurt à Londres le 9 janvier 2005 d'un cancer. 